# Мазовљани
Мазовљани (пољ. Mazowszanie — Мазовшани) је словенско племе које је насељавало регију Мазовију  (пољ. Mazowsze − Мазовшу) у данашњој Пољској. Територије на којима су живели су око централне Висле, у близини савремених пољских градова Плоцк, Ломжа, Визна, Черск, Ћеханов, Плоњск, Закрочим и Гројец. На западу суседи Мазовјана били су Пољани и Кујавани, на југу Леђани и Вислани, на северу и североистоку балтичка племена Пруси и Јатвјази и на истоку Волињани.
Племе је постојало пре настанка Пољске у 9. и 10. веку. Мазовљани воде порекло од словенског племена Љахи.
Најпознатије насеље Мазовљана било је Плоцк.